# Обережно спойлери (фільм)
Обережно спойлери (англ. Spoiler Alert) — американська романтична драма 2022 року. Фільм знятий на основі книги Майкла Осіелло Обережно спойлер: Герой помирає.

## Сюжет

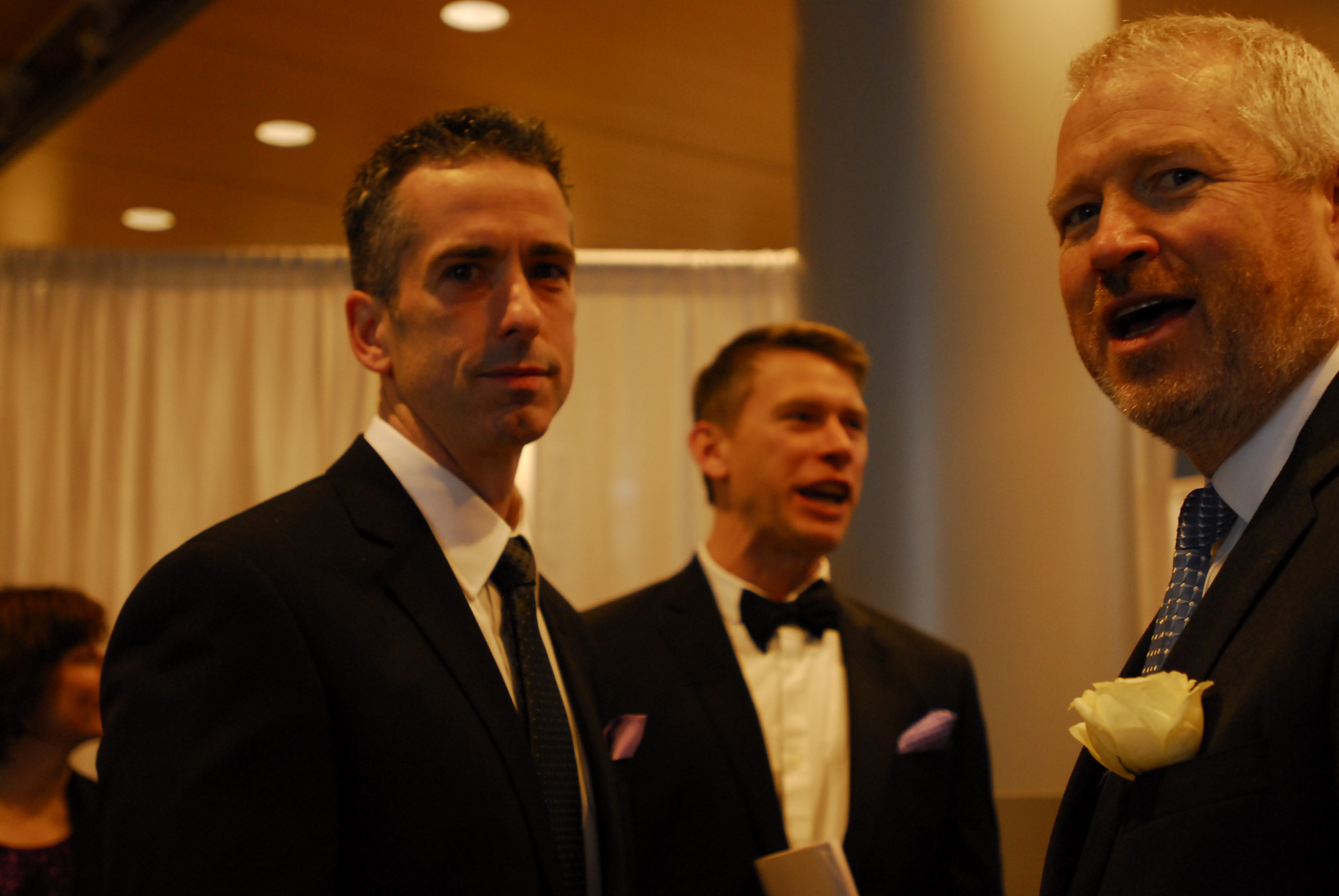
Журналіст і письменник Ден Севідж (на фото ліворуч) разом із Девідом Маршаллом Грантом, який у фільмі грає терапевта для пар, написав сценарій, заснований на мемуарах Осіелло.

Фільм починається зі сцени, в який Кіт Коуен помирає на руках у свого чоловіка Майкла Аузіелло після 11-місячної боротьби з раком. Історія, що оповідається Майклом, детально описує 14-річні стосунки пари, що призвели до смерті Кіта.
У 2001 році Майкл, автор в TV Guide, разом зі своїм кращим другом приходять у нічний гей-клуб. Там він зустрічає Кіта, фотографа, хлопці той же час заводять дружбу. Коли вони починають зустрічатися, Майкл бореться зі своєю невпевненістю в тому, що він недостатньо привабливий для Кіта, оскільки раніше мав зайву вагу. Кіт розповідає, що у нього був роман із чоловіком у спортзалі. Вони обидва визнають, що бояться бути в тривалих стосунках, оскільки ніхто з них раніше не мав подібного досвіду, але пара вирішує продовжувати зустрічатися й надалі. Під час святкування їхнього першого Різдва, Кіт виділяє Майклу невелику кімнатку у своїй квартирі, запрошуючи його жити з ним.
2002 року Кіту роблять апендектомію. Його батьки, Боб і Мерилін, приїжджають на Манхеттен. Не зважаючи на них, Кіт просить Майкла «прибрати» квартиру від усього гейського та всіх доказів що вказували б на їх стосунки. Приїхавши до Кіта, Мерилін починає щось підозрювати. Після того, як вона безупинно допитує хлопців, Кіт виходить до батьків і розповідає, що Майкл є його хлопцем. Дещо засмучена тим, що Кіт не зізнався їй раніше, Мерилін погоджується та вітає Майкла. Згодом Майкл і Кіт разом купують таунхаус. Під час їх святкування другого Різдва Майкл запрошує Кіта полежати з ним під ялинкою, як він це робив у дитинстві, і пояснює, що він завжди мріяв так робити щороку зі своїм партнером.
У 2013 році у відносинах Майкла та Кіта виникають ускладнення, оскільки їх сексуальне життя погіршується. Майкл проводить занадто багато часу зі своїми колегами з TVLine та стає алкоголіком; Майкл підозрює, що Кіт закрутив роман з його колегою по роботі Себастьяном. Їх психотерапевт вважає, що хоч вони й ображаються один на одного, але все ще люблять занадто сильно, щоб покінчити з цим, і пропонує їм на час розлучитися, щоб переглянути свої почуття. Кіт переїзджає, проте вони залишаються у стосунках. Під час святкування спільного тринадцятого Різдва Кіт почуває себе зле.
У 2014 році Кіту діагностували рідкісну форму нейроендокринного раку четвертої стадії. Майкл, все ще розбитий смертю матері від раку, дозволяє Кіту повернутися до нього, де вони примиряються. Майкл підтримує Кіта, коли він проходить хіміо та променеву терапію. Здоров'я Кіта погіршується, а онколог прогнозує, що йому залишилося жити шість тижнів. Майкл просить вибачення у Кіта за те, що не дав йому зрозуміти, який він гарний через страх бути покинутим. Кіт просить вибачення у Майкла за роман із Себастьяном. Кіт робить пропозицію Майклу, а наступного дня вони одружуються. Майкл і Кіт проводять своє останнє Різдво разом, під час якого Майкл фантазує, як він і Кіт в похилому віці лежать під ялинкою.
У 2015 році Кіт потрапляє в лікарню. Майкл дозволяє Себастьяну попрощатися з Кітом. Майкл дякує Кіту за те, що він подарував йому сім'ю. Після смерті Кіта Майкл продовжує бути частиною життя Боба та Мерилін. Майкл готується переїхати з Нью-Йорка в Лос-Анджелес. Майкл хвилюється перед поїздкою, він згадує, яким сміливим він був, починаючи свої стосунки з Кітом.[джерело?]

## Актори

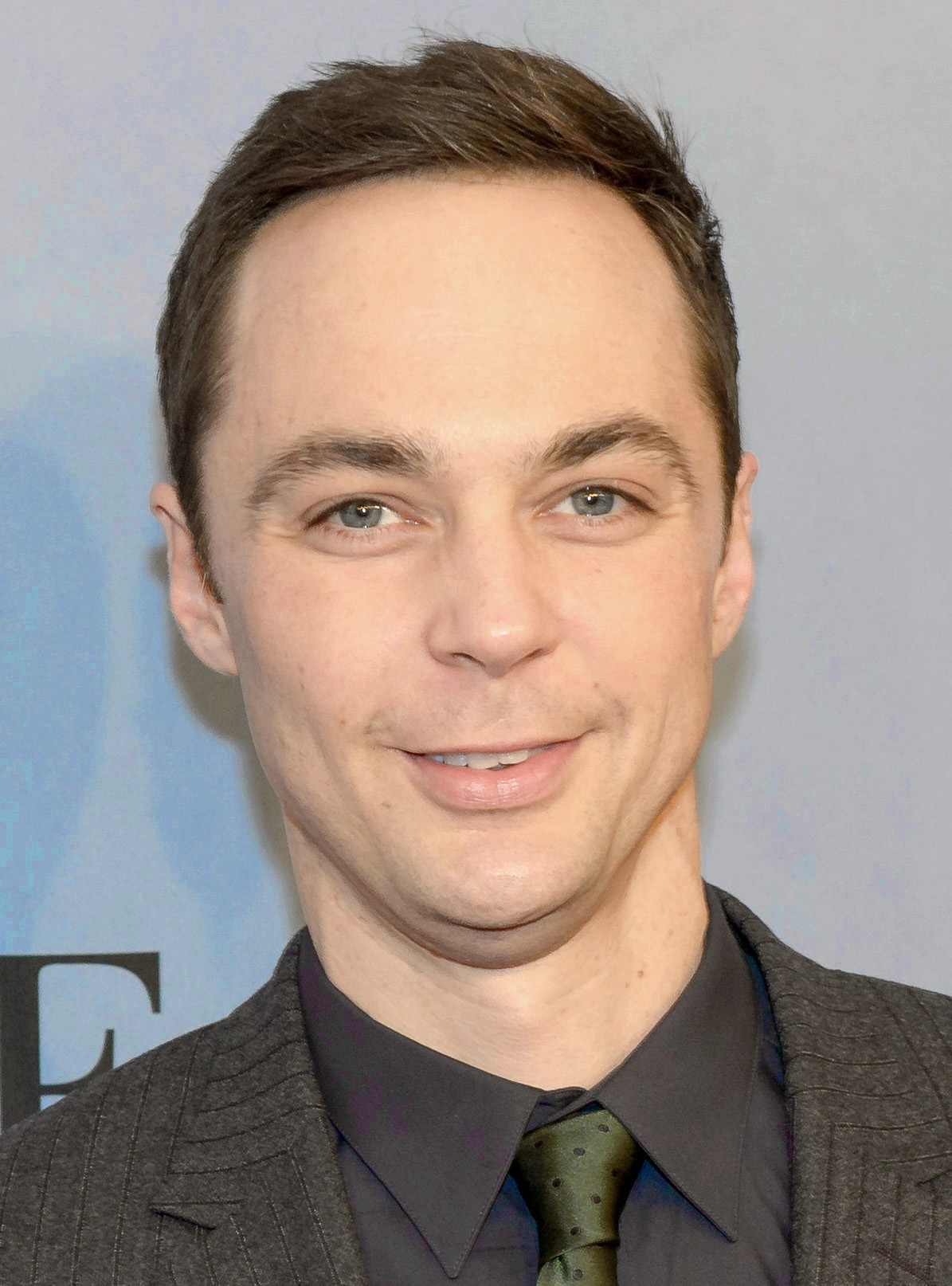
Джим Парсонс, відомий за «Теорією великого вибуху», зіграв Майкла Осіелло

| Актор              | Роль          |
| ------------------ | ------------- |
| Джим Парсонс       | Майкл Осіелло |
| Бен Олдрідж        | Кіт Коуен     |
| Саллі Філд         | Мерилін Коуен |
| Білл Ірвін         | Боб           |
| Антоній Поровський | Себастьян     |
| Ніккі М. Джеймс    | Ніна          |
| Джеффрі Селф       | Нік           |
| Тара Саммерс       | Пані Осіелло  |
| Шунорі Раманатан   | доктор Лукас  |
| Пако Лозано        | суддя         |

## Виробництво та реліз
Виробництво почалося в грудні 2018 року, коли Джим Парсонс підписав контракт за яким продюсує та грає у фільмі головну роль, а Майкл Шоуолтер — режиссер. У липні 2021 року Бен Олдрідж отримав роль Кіта Коуена. У вересні 2021 року Саллі Філд приєдналася до акторського складу. Основні зйомки пройшли восени в Нью-Йорку.
Фільм був випущений обмеженим прокатом компанією Focus Features 2 грудня 2022 року, невдовзі вийшов у прокат у Сполучених Штатах, 9 грудня 2022 року.
Для VOD «Обережно Спойлери» випустили 20 грудня 2022 року, потім відбувся реліз Blu-ray і DVD 7 лютого 2023 року.
Фільм заробив $679 690 тис. у 789 кінотеатрах в перші вихідні, фінішувавши на 10 місці.

## Критика
На Rotten Tomatoes рейтинг фільму становить 85 % на основі 88 рецензій із середнім рейтингом 6,7/10. Консенсус веб-сайту говорить: «Це може бути надзвичайно нерівномірна, але сильна гра талановитого акторського складу, що допомагає „Обережно Спойлери“ залишатися на правильному боці сахарину». На Metacritic фільм отримав 61 бал зі 100 на основі 22 рецензій, що означає «загалом схвальні відгуки». PostTrak повідомив, що 91 % глядачів поставили фільму позитивну оцінку.

## Номінації
| Нагорода                          | Дата            | Категорія                                                                               | Одержувач(і)                   | Результат | Прим.  |
| --------------------------------- | --------------- | --------------------------------------------------------------------------------------- | ------------------------------ | --------- | ------ |
| GLAAD Media Awards                | 30 березня 2023 | Кращий фільм — широкий прокат                                                           | Обережно Спойлери              | Номінація | [ 10 ] |
| Casting Society Artios Awards     | 9 березня 2023  | Видатні досягнення в кастингу — студійний або незалежний повнометражний фільм — комедія | Ейві Кауфман                   | Номінація | [ 11 ] |
| Guild of Music Supervisors Awards | 5 березня 2023  | Найкращий музичний супровід для фільму з бюджетом 25 мільйонів доларів чи менше         | Наталі Гайден, Гаррет МакЕлвер | Номінація | [ 12 ] |
| The Queerties                     | 28 лютого 2023  | Кращий фільм                                                                            | Обережно Спойлери              | Номінація | [ 13 ] |
| The Queerties                     | 28 лютого 2023  | Краща гра — фільм                                                                       | Бен Олдрідж                    | Номінація | [ 13 ] |
| The Queerties                     | 24 лютого 2022  | Next Big Thing                                                                          | Обережно Спойлери              | Номінація | [ 14 ] |